# جورج راسيل كالندر
جورج راسيل كالندر (بالإنجليزية: George Russell Callendar)‏ هو طبيب عسكري أمريكي، ولد في 13 مايو 1884 في إيفرت في الولايات المتحدة، وتوفي في 26 فبراير 1973.